# Anteliaster scaber
Anteliaster scaber är en sjöstjärneart som först beskrevs av E.A. Smith 1876.  Anteliaster scaber ingår i släktet Anteliaster och familjen Pedicellasteridae. Inga underarter finns listade i Catalogue of Life.